# Шевченкове (Березівська сільська громада, Шосткинський район)
Шевченкове (до 1945 року — Черториги, Чорториги) — село в Україні, у Березівській сільській громаді Шосткинського району Сумської області. Розташоване на півночі Сумщини в Поліській зоні, за 18 кілометрів на захід від міста Глухова. Батьківщина українського аристократичного роду Туманських, зокрема останнього Канцлера Гетьманщини Василя Туманського.
Село засноване в другій половині XV століття.

## Географія
У селі бере початок річка Сливка, ліва притока Есмані. На відстані 1,5 км розташоване село Землянка. Поруч проходить автомобільна дорога М02 E101.
На північ від села розташований Верхньоесманський заказник.

## Історія

### Етимологія
Історичні джерела по-різному трактують походження назви села Черториги. Одні, наприклад, вважають, що назва села походить від прізвища князів Чорторийських, яким у свій час належало село. Один з них, Олександр Васильович Чорторийський, до 1495 року був Чернігівським намісником великого князя Литовського, а потім перейшов на службу до російського царя.

### Давні часи
Село Черториги (пізніше Шевченкове) виникло у другій половині XV століття на річці Сливка. Це була територія, яка у другій половині XIII — першій половині XIV століття належала Глухівському удільному князівству.
З початку південно-східну частину майбутнього села заселяти біженці з волинського села, зруйнованого кримськими татарами. Вони принесли з собою мовні і обрядові особливості. Тому тут дуже довго зберігались відмінності в мові, в проведенні обрядів різних груп населення.
Після того як село перейшло у володіння князів Черторизьких, а ті стали на службу до Московського царя, до села почали прибувати поселенці з центральної Росії. Вони поселялися на північному краю села і довго зберігали свої звичаї і мову. Ця частина села, де оселились переселенці, в народі називається Московщиною.

### XVII— XVIII століття
З середини XVII століття село Черториги входило в Глухівську сотню Ніжинського полку.
В цей час значну частину населення села становило козацтво. В 1736 році в Черторигах нараховувалось 142 козацькі сім'ї, а в 1871 — 207 козацьких дворів.
Універсалом гетьмана К. Разумовського 1760 року село Черториги було віддано у власність генеральному писарю Василю Григоровичу Туманському.
1715 року в селі була велика пожежа під час якої згоріло 65 садиб та Миколаївська церква.

### Село за часів Туманських
Протягом більше ста років село Черториги належало династії поміщиків Туманським, родоначальником якої був Василь Туманський. В 1781 році в його володіннях були: 81 селянський двір, значна частина селян (вихідці з козаків) з їхньою землею.
Мало в своєму розпорядженні кріпаків і Черторизьке духівництво. У 1781 році місцевому попу Євдокиму Лучницькому належав найкращий будинок і 15 кріпацьких господарств, а його нащадкам вдалось значно збільшити кількість кріпаків.
З реформуванням на початку XIX століття Малоросійської губернії, село Черториги почало входити до складу Чернігівської губернії. В цей час родині Туманських належало 1606 десятинами землі та 291 кріпак-чоловік, не враховуючи великої кількості жінок-кріпачок.
1859 року у казеному та власницькому селі Глухівського повіту мешкало 2711 осіб (1268 чоловічої статі та 1443 — жіночої), налічувалось 448 дворових господарств, існувало 2 православні церкви, поштова станція та винокурний завод.
Після реформи з ліквідації кріпосного права у 1861 році Туманський здавав землю селянам в оренду.
В середині XIX століття через село проліг поштовий тракт з Глухова до Воронежа; в селі знаходилась поштова станція. Тоді в Черторигах, в 1870 році, була збудована дерев'яна трикласна школа. В 1889 році в цій школі навчалось 102 хлопчики, (населення села в 1886 році становило 3131 мешканець), проте її закінчували одиниці, так у 1889 році її закінчили всього 7 учнів. Земство відпускало на школу 320 карбованців на рік. З цих коштів вчителю виписувалось 240 карбованців, а на потреби школи відпускалось всього 20 карбованців.
За переписом 1897 року кількість мешканців зросла до 3261 особи (1621 чоловічої статі та 1640 — жіночої), з яких 3254 — православної віри.
У 1896 році в селі відкрилась церковно-парафіяльна школа, яка проіснувала на кошти козацької общини до 1914 року. Ця школа розміщувалась в приватному будинку. Першим вчителем церковно-парафіяльної школи був житель села Черториг Захар Брейчук, який мав освіту за 4 класи. Наставником і керівником цієї школи був священник. На початку 1900 в ній вчителював односельчанин Прохір Попченко, який у 1907 році був заарештований за участь у революційному русі.

### XX століття
1914 року Російська імперія вступила в Першу світову війну. На її фронтах воювало 16 станових козаків, які мали маєтності у Черторигах.
З 1917 — у складі УНР, з квітня 1918 — у складі Української Держави Гетьмана Павла Скоропадського.
З 1921 тут панує режим комуністів, якому чинили опір місцеві мешканці. Зберіглися дані про активну боротьбу підпілля проти комуністів, зокрема в околицях села відбувалися постійні бої із залогами комуністів[джерело?].
1932 у селі відбувся голод, були закрити обидві церкви у Черторигах. 1937 НКВД ловили людей просто на вулицях і садовили у тюрми, де змушували обмовляти своїх рідних та сусідів[джерело?].
1941 село було окуповано німецькими військами, відновилося релігійне життя, розігнали колгоспи, а окремим людям по реституції майна повертали награбовані комуністами хати й господарські споруди[джерело?]. Проте 1943 комуністи знову захопили село, арештувавши під виглядом мобілізації практично все чоловіче населення[джерело?]. Незабаром більшість чоловіків козацького походження вони довели до смерті на фронтах Другої світової війни[джерело?].
За даними на 1973 рік у Шевченковому було 710 дворів, а населення становило 2316 осіб. В часи комуністичного режиму у лісі неподалік села існував 3-й гвардійський дивізіон (в/ч 54294-Д).

### Незалежна Україна
З 1991 у складі незалежної України. Декомунізація проведена частково. Компенсації за пограбоване майно під час «колективізації» не виплачені[джерело?].
12 червня 2020 року, відповідно до розпорядження Кабінету Міністрів України № 723-р «Про визначення адміністративних центрів та затвердження територій територіальних громад Сумської області», село увійшло до складу Березівської сільської громади.
19 липня 2020 року, в результаті адміністративно-територіальної реформи та ліквідації Глухівського району, село увійшло до складу новоутвореного Шосткинського району.

## Населення

### Мова
Розподіл населення за рідною мовою за даними перепису 2001 року:
| Мова            | Кількість | Відсоток |
| --------------- | --------- | -------- |
| українська      | 1245      | 97,34%   |
| російська       | 29        | 2,27%    |
| румунська       | 3         | 0,23%    |
| білоруська      | 1         | 0,08%    |
| інші/не вказали | 1         | 0,08%    |
| Усього          | 1279      | 100%     |

| 1859  | 1886  | 1897  | 1973  | 1980  | 2001  |
| ----- | ----- | ----- | ----- | ----- | ----- |
| 2 711 | 2 678 | 3 131 | 3 261 | 2 003 | 1 279 |
|       | ▲     | ▲     | ▲     | ▼     | ▼     |

## Пам'ятки
В селі розташований меморіальний комплекс на честь односельчан, які загинули на фронтах війни та радянських воїнів — визволителів села від гітлерівців.

### Миколаївська церква
В середині XVII століття в Черторигах діяла дерев'яна двокупольна Миколаївська церква, яка була розташована на найвищому місці в селі, по вулиці Шлях. Проіснувала вона до 1715 року і була знищена пожежею. На будівництво нової кам'яної п'ятибанної Миколаївської церкви пішло п'ять років. За розмірами вона була невеликою, але гарною. У часи комуністичної окупації церква була закрита, а під час Голодомору 1933 року — всіялко поругана. Далі комуністи покрали церковну цеглу й примусили людей будувати з неї клуб в Слоуті.

### Покровська церква
В іншій частині села, по вулиці Московщина, де проживали вихідці з Росії, знаходилась Покровська церква, яка двічі перебудовувалась. І перший і другий її варіанти були дерев'яними, вона незмінно мала дві бані.
В середині XIX століття Покровську церкву перенесли на інше місце. Нова споруда була з червоної цегли незвичної архітектури з прекрасним фресковим розписом.
Як і Миколаївська, Покровська церква була зруйнована комуністами у 30-х роках ХХ століття під час Голодомору, організованого росіянами. Зараз про її існування нагадують лише залишки фундаменту. Частину ікон церкви селянам вдалось зберегти, вони і зараз знаходяться в помешканнях черторижців.

## Транспорт
Через Шевченкове проходить дорога, яка зв'язує місто Глухів із залізничною станцією Терещенська, що знаходиться на відстані 20 км від центру села. На відстані 2 кілометрів від Шевченкового проходить траса республіканського значення Кіпті — Глухів — Бачівськ М02E101 (Київ — Москва).

## Місцевості
В селі налічується більше семи вулиць, які майже всі заасфальтовані:
- вулиця Туманського (старовинна назва однієї частини — Шлях, а іншої Верби);
- вулиця Заріччя;
- вулиця Червоноармійська (старовинна назва Московщина);
- вулиця Пушкіна (старовинна назва Хохівка);
- вулиця Пролетарська (старовинна назва Довгулівка);
- вулиця Гоголя (старовинна назва Голопузівка);
- вулиця Руднєва;
- вулиця Жовтнева (старовинна назва Шкундовка).

### Вулиця Радянська (Шлях, Верби)
Сучасна найдовша вулиця села — Радянська. Розташована від початку села, зі сторони Глухова, і до мосту. Історично це була частина Київського шляху до Глухова. На вулиці колись була побудована поштова станція, постоялий двір, маєток Туманських, Миколаївська церква. На цій вулиці жили найзаможніші люди села. Престижно було узяти шлюб з юнаком або дівчиною з даної вулиці. Молодь Шляху завжди гуляла вечорниці та свята разом. Найдзвінкіші троїсті музики теж були на Шляху.
Верби — частина сучасної вулиці Радянської (від мосту до виїзду на Землянку). За старовинною легендою, ця вулиця була проклята, і населення поступово вимирало, переселенці теж боялись селитись. Якось одному з мешканців вулиці приснився сон, що кожний батько, після народження дитини, повинен біля свого двору садити вербу. Після цього біля кожного двору кількість верб вказувала на кількість дітей в сім'ї.

### Вулиця Заріччя
Сучасна й старовинна назва вулиці — Заріччя. Раніше у західній частині села протікала широка (до 10 м) річка Ракита, на правому високому березі якої з 15 століття починали селитись люди. Щоб потрапити на вищезгадану вулицю, було побудовано кілька дере'яних мостів. По колишньому руслу річки прокладена асфальтована дорога, яка зв'язує село Шевченкове з Обложками. За легендою, в давні часи тут затонув корабель з золотом, називають навіть місце, де потрібно шукати скарб.  На цій вулиці, частіше за інші, зустрічаються прізвища: Клещенко, Черноус, Чала, Прокопенко.

### Вулиця Червоноармійська (Московщина)
Сучасну вулицю Червоноармійську іноді молодь називає іменем Віктора Цоя. Прихильники таланту співака навіть самовільно замінили вказівники назви вулиці.
Більшу частину села, від 15 століття, заселяли вихідці із Західної України, переважно Волині, а цю вулицю у 18 столітті, за наказом російського царя заселили вихідцями з російських губерній, переважно Курської та Воронізької. Місцеве населення називало новоселів москалями, московітами, а вулицю — Московщиною. Населення на цій вулиці довго зберігало свої власні звичаї та обряди, існували також відмінності у мові. З часом воно були асимільоване. Про російське коріння нагадують поодинокі прізвища: Петрушки, Артамонови, Привалові.
Раніше на цій вулиці стояла Покровська церква. 

### Вулиця Пушкіна (Хохівка)
Переселенці з Московщини називали вулицю, засновану волинянами, Хохлівкою, а мешканців вулиці — хохлами. З часом назва трансформувалась в Хохівка. Сучасна вулиця Пушкіна дуже вузька, як і у давнину. Проїхати двом автомобілям назустріч одночасно вулицею важко. Існує легенда, що на цій вулиці було два колодязі з журавлями, а вода в них різна. В одному колодязі вода була неглибоко, звичайна, як і всюди в інших колодязях, а в іншому «молодильна». Вважалось що той, хто постійно пив воду і готував страви на ній, той довго мав «свіжий» вигляд, рідко хворів.  Старожилів села на цій вулиці було найбільше.

### Вулиця Пролетарська (Довгулівка)
Сучасна вулиця Пролетарська, називалась у старовину Довгулівкою. Раніше на цій вулиці мешкали люди з прізвищем Довгуля. У давнину цією місцевістю протікала річка Ракита, люди селились переважно з крутої підвищиної сторони, побоюючись весняного паводку. Річки вже не існує, а крутий схил, що був над річкою, зараз називають Панською горою. Поряд розташовувався маєток панів Туманських.

### Вулиця Гоголя (Голопузівка)
Місцевість села, сучасна вулиця Гоголя, має кумедну народну назву, що відповідає розташуванню і вигляду вулиці. Колись тут була пустинна місцевість, серед якої височив специфічний пагорб, який своїм виглядом нагадував живіт. До 17 століття вищезгадана місцевість була незаселена через те, що місцевість пронизувалась вітрами з усіх боків. Навіть нечисленні дерева, які росли тут, не виростали високими. Спочатку пагорб розробили під городи, на що пішло багато часу, і лише на початку ХХ століття тут з'явились перші сільські хати. Люди освоїли ці землі, і якщо раніше на Голопузівці майже не росли дерева, то зараз на цій вулиці вирощують сливи та вишні. Вулиця і у наш час малозаселена — всього декілька дворів.

### Вулиця Жовтнева (Шкундовка)
Сучасна вулиця Жовтнева була заселена наприкінці XIX століття. Місцевість розміщена на пагорбі, ґрунти піщані, часті вітри. Легенда про походження назви говорить, що жителі села були добрими, людяними, завжди допомагали один одному у скрутну хвилину. І жив у ті часи на Шляху дід Шкундій — злий буркун, який не вжився з односельцями й переселився за село, подалі від людей. До вулиці прилягає провулок Піщаний. Найпоширеніші прізвища на вулиці: Якименки, Бережні, Дегтярі, Худани.

## Традиції
На Петра й Павла (закінчується Петрів піст) в селі робили «Оре́лю»: на дерево вішали мотузку, приладнували дощечку й гойдалися.

## Відомі люди
- 28 лютого 1800 року в селі Черторигах народився майбутній російський поет Василь Іванович Туманський (1800 — 1860)[20].
- Сергєєв Георгій Олександрович (народ. 12. 09. 1944 р.) - український графік, живописець. Їм написано безліч портретів відомих людей (О. Ренуар, А. Матісс, О. Роден, Ф. Гойя, С. Далі, Г. К. Брюллов, І. Рєпін, Леонардо да Вінчі, Мікельанджело, Рафаель, Рембрандт, Рубенс, Т. Г. Шевченко, П. Г. Тичина).[21]

### Спогади
1. ↑  Дані не точні та ґрунтуються на опитуванні населення
2. ↑  За спогадами старожилів
3. ↑  городи Павликів